# HD VMD

Logo HD VMD

HD VMD – Wielowarstwowy format zapisu optycznego danych firmy NME, wywodzący się z DVD (kompatybilny wstecz z CD oraz DVD). Wśród nośników nowej generacji (obok HD DVD oraz Blu-ray) charakteryzuje się zastosowaniem czerwonego lasera, używanego w poprzednich formatach.

## Dane techniczne
- Średnica dysku: 120 mm
- Pojemność: Od 20 GB wzwyż, zależnie od liczby warstw
- Długość fali światła lasera: 650 nm
- Minimalna długość pitu: 0,4 μm
- Przepustowość: 40 Mbps

## Pojemność
Każda dodatkowa warstwa dodaje ok. 5 GB pojemności ponad możliwości standardu DVD. Technologia VMD pozwala na umieszczenie do 20 warstw na jednym krążku, co pozwala na zapisanie nawet 100 GB. Technologia ta może też być z łatwością dostosowana do niebieskiego lasera, gdy ten stanie się niezawodny i tani. Dzięki temu technologia VMD umożliwiłaby wzrost pojemności dyskowej, pokonując wszystkie konkurencyjne oferty, bez względu na technologię w nich zastosowaną.